# 小名浜島
小名浜島（おなはま しま）は、福島県いわき市の大字である。郵便番号は971-8125。

## 地理
いわき市南東部の小名浜地区に属し、地区北西部に位置する。北東で常磐下船尾町、小名浜野田、東で小名浜住吉、南で泉町本谷、西で常磐馬玉町、常磐岩ケ岡町、常磐西郷町とそれぞれ隣接する。概ね町村制施行以前の磐前郡島村の流れを汲む地域である。藤原川右岸流域の平地を範囲とする。幹線道路を中心に住宅や商業地、工場が広がり、南部には水田も広がる。小名浜岡小名内に所在するいわき東警察署及び小名浜に所在する小名浜消防署がそれぞれ管轄にあたる。

### 主な字
字
- 犬吠
- 館下
- 前屋

- 西屋
- 島
- 駄古田

- 高田町
- 鮑尻
- 後田

- 榎内

### 河川
- 藤原川
  - 岩崎川

## 歴史
- 1879年1月27日 - 湯長谷藩領島村が福島県内における郡区町村制の施行により磐前郡の村となる[4]。
- 1889年4月1日 - 町村制の施行により島村が相子島村、林城村、大原村、南富岡村、岡小名村、住吉村、金成村、岩出村、野田村と合併し、磐前郡玉川村が発足する。旧島村域は玉川村の大字となる[4]。
- 1896年4月1日 - 磐前郡と周辺郡との合併により石城郡が発足し、石城郡玉川村となる[4]。
- 1931年8月15日 - 石城郡小名浜町に編入され、小名浜町の大字となる[4]。
- 1954年3月31日 - 小名浜町が泉町、渡辺村、江名町と合併、磐城市が発足し、磐城市の大字となる[4]。
- 1966年10月1日 - 磐城市が平市・常磐市・内郷市・勿来市、石城郡小川町・遠野町・四倉町・川前村・田人村・好間村・三和村、双葉郡久之浜町・大久村と合併しいわき市となり、いわき市小名浜地区の大字となる[4]。

## 世帯数と人口
2023年10月31日現在の世帯数と人口は以下の通りである。
| 大字     | 世帯数  | 人口  |
| -------- | ------- | ----- |
| 小名浜島 | 173世帯 | 440人 |

## 小・中学校の学区
市立小・中学校に通う場合、学区は以下の通りとなる。
| 番地 | 小学校                     | 中学校               |
| ---- | -------------------------- | -------------------- |
| 全域 | いわき市立小名浜第三小学校 | いわき市立玉川中学校 |

## 交通

### 道路
- 福島県道20号いわき上三坂小野線（旧国道6号）

## 施設
- いすゞ自動車東北 いわき支店
- 福島日野自動車 いわき支店
- スズキ自販福島 スズキアリーナ小名浜中央
- Fukushima BMW いわき店